# Аль-Камсія (нохія)
Аль-Камсія (араб. ناحية القمصية) — нохія у Сирії, що входить до складу району Аш-Шейх-Бадр провінції Тартус. Адміністративний центр — м. Аль-Камсія.
| Сирія | Це незавершена стаття з географії Сирії. Ви можете допомогти проєкту, виправивши або дописавши її. |